# Unfinished Portrait
Unfinished Portrait (Retrato Inacabado, no Brasil) é um romance semi-autobiográfico escrito por Agatha Christie e publicado pela primeira vez no Reino Unido pela William Collins & Sons em março 1934 e nos EUA pela Doubleday mais tarde no mesmo ano. É o segundo de seis romances Christie escreveu sob o pseudônimo de Mary Westmacott.

## Enredo
Em meio a um divórcio , desprovida das únicas pessoas em sua vida, Célia considera a hora de tomar conta de sua vida. Mas, enquanto esta em uma ilha exótica, Célia encontra um Larraby, um famoso pintor de retratos, que passa a noite conversando com ela, e aprendendo seus medos mais profundos, deixando Celia com a esperança de que ele pode ser o único a ajudá-la a  resolver os problemas de seu passado .